# Британские военные миссии

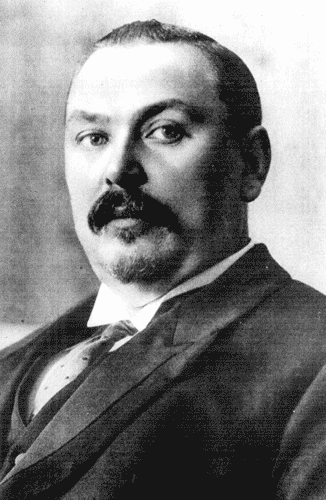
Глава британской военной миссии в Польше Луис Бота

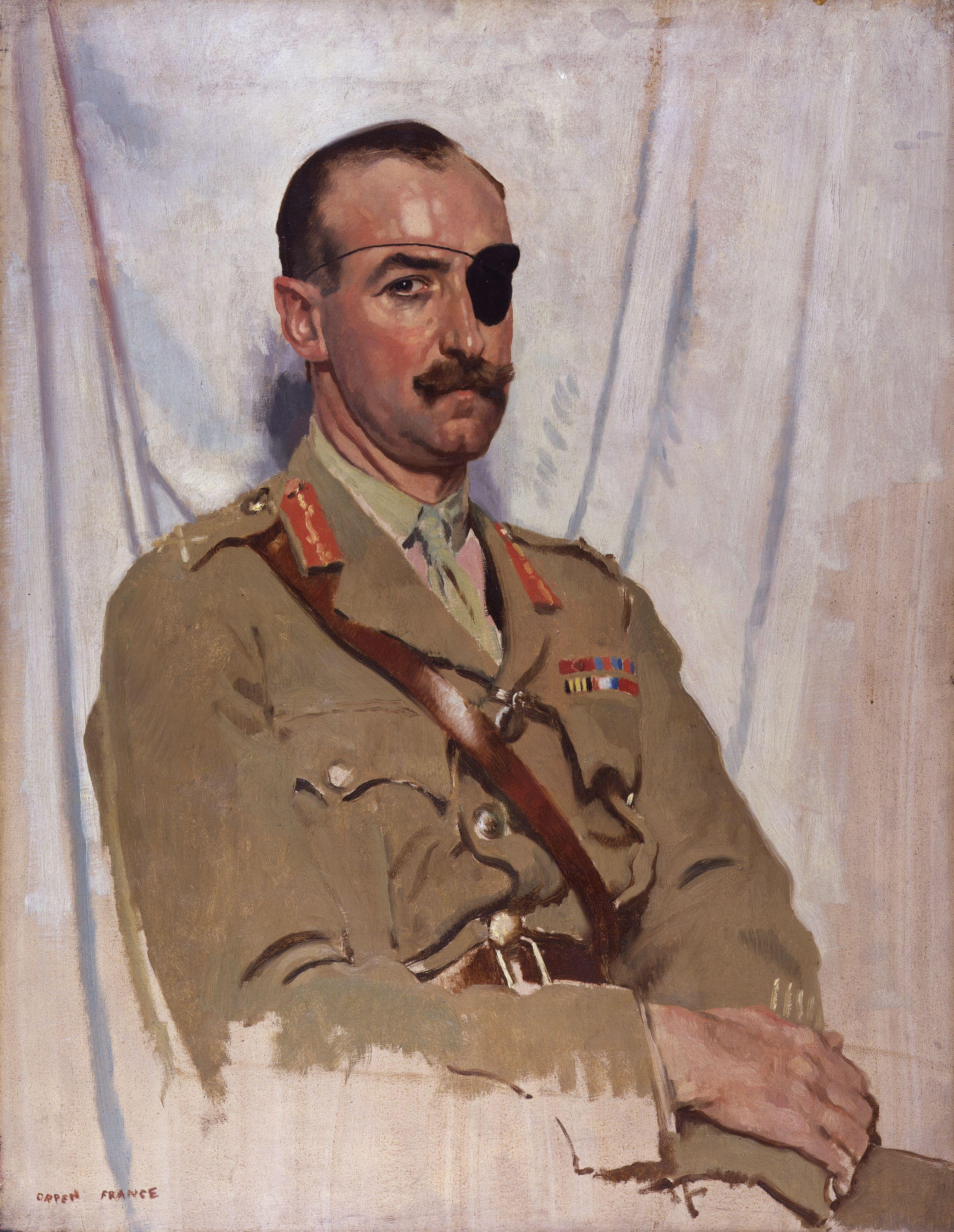
Глава британской военной миссии в Польше А. Картон де Виарт

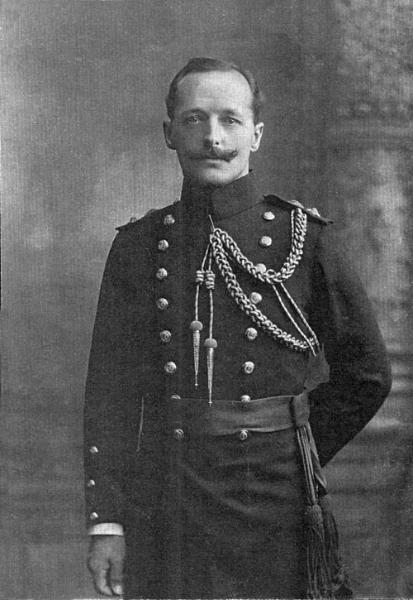
Глава британской военной миссии в Туркестане Уифред Маллесон

Британские военные миссии (англ. British military mission) — группы британских военных экспертов, действовавших после Первой мировой войны при армиях новосозданных государств и правительств, союзных или дружественных Великобритании, с военно-разведывательными и дипломатическими целями, для сбора информации о военно-политическом положении и координации предоставления британской военной помощи.
На территории нынешней Украины распространялась деятельность трёх британских военных миссий: миссии при Вооруженных силах Юга России генерал-лейтенанта А. И. Деникина (Denmiss, 1919), миссии в Румынии (Roumiss, 1918—1921) и миссии в Польше (Polmiss, 1918—1922).
Связной Denmiss в Одессе майор Л. Гандри Уайт пытался склонить правительство Украинской Народной Республики и генерала А. Деникина к взаимному согласию, но это ему не удалось.
Наибольшей активностью отличалась британская военная миссия в Польше. Глава военной миссии Великобритании Луис Бота безуспешно пытался выступить посредником в польско-украинской войне, предложив демаркационную линию между Польшей и Западно-Украинской Народной Республикой (предложение было отвергнуто Польшей в мае 1919 года).
Позже его сменил генерал А. Картон де Виарт. В состав миссии входили полковник Г. Вейд, майор Г. Гоулм, капитан-лейтенант Г. Ролингз, капитан Т. Джонсон. Эта миссия добивалась прекращения боевых действий в Восточной Галиции.
Британской военной миссией в Туркестане, действовавшей при контрреволюционном правительстве Закаспия в Ашхабаде, руководил генерал-майор Уифред Маллесон. При финансовой и материально-технической поддержке со стороны Великобритании с её помощью была сформирована Туркестанская армия (ВСЮР). В апреле—июле 1919 года британские войска в основном были выведены из Закаспия, и руководство вооружёнными силами перешло к командованию Вооруженными силами Юга России.
Генерал Уифред Маллесон кроме Закаспийской области руководил британскими военными миссиями в Индии и Афганистане (1918—1919).